# Dugganahalli, Malavalli
Dugganahalli là một làng thuộc tehsil Malavalli, huyện Mandya, bang Karnataka, Ấn Độ.